# Lobidiopteryx eumares
Lobidiopteryx eumares là một loài bướm đêm trong họ Geometridae.